# Toomey Strait
Der Toomey Strait ist eine Meerenge im Palmer-Archipel westlich der Antarktischen Halbinsel. In der Gerlache-Straße trennt sie die Wiencke-Insel im Westen von der deutlich kleineren Fridtjof-Insel im Osten.
Kanadische Wissenschaftler benannten sie 2010 nach Patrick R. M. Toomey, Kapitän der kanadischen Küstenwache, der über jahrelange Erfahrung als Eispilot in antarktischen Gewässern verfügte.